# Господин директор флиртует
«Господин директор флиртует» — российский комедийный фильм Александра Ханжонкова, снятый в 1914 году.

## Сюжет
Зазнавшийся директор извёл своим поведением и подчинённых, и жену, и служанку. Чиновник Кисточкин придумал, как его проучить. Жене, служанке и Кисточкину удалось на время заставить директора изображать слугу и таким образом наказать его. В результате директор исправляется, и все мирятся.

## Данные
Снят на мотив фарса С. Ф. Сабурова. Сохранился без надписей. Метраж фильма — 335 м. Выпуск 9.12.1914.